# یوشیفومی سکی
یوشیفومی سکی (انگلیسی: Yoshifumi Seki؛ زادهٔ ۲۳ آوریل ۱۹۵۳) بوکسور اهل ژاپن بود.